# Nilla Fischer
Nilla Fischer (Kristianstad, 1984. augusztus 2. –) olimpiai ezüstérmes svéd női válogatott labdarúgó. A svéd bajnokságban érdekelt Linköpings FC hátvédje.

## Sikerei, díjai

### Klubcsapatokban
Svéd bajnok (2):
- LdB FC Malmö (2): 2010, 2011

 Svéd szuperkupagyőztes (1):
- LdB FC Malmö (1): 2011

 Német bajnok (4):
- VfL Wolfsburg (4): 2013-14, 2016-17, 2017-18, 2018-19

 Német kupagyőztes (5): 
- VfL Wolfsburg (5): 2015, 2016, 2017, 2018, 2019

UEFA Női Bajnokok Ligája győztes (1):
- VfL Wolfsburg: 2013-14

### A válogatottban
Svédország
- Világbajnoki bronzérmes (2): 2011, 2019
- Olimpiai ezüstérmes (1): 2016
- Algarve-kupa győztes: 2009